# Limba latină

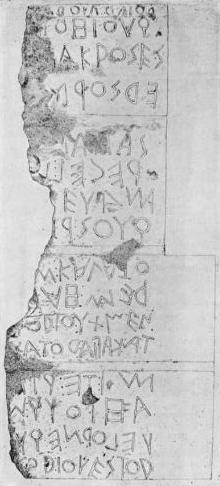
Cel mai vechi text latin

Latina era limba vorbită în Antichitate în regiunea din jurul Romei numită Lazio (Latium), de unde provine și denumirea de „latină” — limba vorbită în Latium. A câștigat o importanță majoră ca limbă oficială în Imperiul roman.
Deși este considerată adesea ca limbă moartă, cunoașterea și folosirea ei s-au menținut în universitate și în cler. Numeroase școli și universități continuă să o predea. Latina este încă folosită pentru producția de neologisme în numeroase familii de limbi. Latina precum și limbile romanice (denumite uneori și neolatine) formează singura ramură a limbilor italice care a supraviețuit. Celelalte ramuri sunt atestate în documente datând din Italia preromană, dar au fost asimilate în timpul perioadei republicane sau la începutul epocii imperiale.
Limbă flexionară, latina are șapte cazuri, două numere și trei genuri. Alfabetul latin este derivat din alfabetele etrusc și grec. Îmbogățită cu litere suplimentare și cu semne diacritice, latina este utilizată astăzi de numeroase limbi vii și avea în epoca clasică 23 de litere, între care 4 vocale, 2 semivocale și 17 consoane.
Toate limbile romanice provin din latina-mamă, iar multe cuvinte la baza cărora stă limba latină sunt răspândite în alte limbi moderne, precum engleza. Mai mult, în lumea vestică medievală, pentru mai mult de o mie de ani, latina a fost o lingua franca, fiind limba învățată și vorbită pentru conducerea afacerilor Bisericii Romano-Catolice și soluționarea problemelor de ordin științific, cultural și politico-juridic. Mai târziu a fost înlocuită de franceză, în secolul al XVIII-lea, și de engleză la sfârșitul secolului al XIX-lea. A rămas limba formală a Bisericii Romano-Catolice chiar și în ziua de astăzi, ceea ce include și statutul său de limbă oficială a Vaticanului.

## Limbi romanice
Limbile romanice nu au derivat din latina clasică, ci mai degrabă din latina vulgară (latina vulgaris). Latina și retoromana (nu româna) diferă prin faptul că retoromana (sau romanșa, vorbită în două-trei cantoane estice ale Elveției de 55.000–65.000 de oameni) are accentul distinctiv, în timp ce latina are o lungime a vocalelor distinctivă.
În limbile italiană și sardă (sardo logudorese) există o lungime distinctivă a consoanelor și accent, pe când în spaniolă doar un accent distinctiv. În limba franceză accentuarea se face qvasi-moton, pe absolut fiecare silabă a oricărui cuvânt (în vorbire), astfel făcând accentul nedistinctiv. În română accentul este folosit doar în vorbire (cu foarte rare excepții, a se vedea „copíi” și „cópii”). Destul de interesant, dar semnificativ pentru evoluția lor, româna și engleza, deși aparent relativ îndepărtate, sunt singurele limbi europene moderne ce au o variabilitate de utilizare a accentului, ce poate fi numită în chip elegant, accentuare „neobișnuită”.
O altă deosebire între latină și limbile romanice, cu excepția românei, este faptul că acestea și-au pierdut terminațiile cazuale ale majorității cuvintelor (excepție fac unele pronume). Româna este încă echipată cu mai multe cazuri (deși unele, cum ar fi ablativul, nu mai sunt reprezentate). De remarcat sunt cazurile substantivelor, ce se regăsesc nuanțat în limba germană (patru cazuri în limba germană, cinci în limba română), care este o limbă germanică, sau extrem de sofisticat (16 cazuri), precum în limba finlandeză, care e o limbă fino-ugrică.

## Istoria limbii latine
Limbile italice formau, alături de limbile celtice, germanice și elenice, o sub-familie centum a limbilor indo-europene, care includea latina, vorbită de populația din Latium în Italia centrală (latinii), și alte limbi precum umbriana și osca, în vecinătatea imediată a limbii etrusce, neindo-europeană, însă de la care latina a suferit influență culturală.
În zilele noastre limbile italice sunt reprezentate de limbile romanice, izvorâte din latină: italiana, româna (cu cele patru dialecte ale sale: dacoromân, aromân, meglenoromân și istroromân), franceza, occitana, franco-provensala, catalana, spaniola, portugheza, sarda, retoromana... Se includ aici și limbile, acum stinse: dalmata și mozaraba.

### Antichitate

#### Latina arhaică
Se numește latină arhaică (prisca latinitas) latina folosită de la origini până la începutul secolului I î.Hr..
Conceptul de latină veche (prisca latinitas) este tot atât de vechi ca și cel de latină clasică, cele două datând de la sfârșitul Republicii romane. În acea epocă Cicero remarca, ca și alții, că limbajul pe care-l utiliza în fiecare zi, cel al înaltei societăți romane, era împodobit cu arhaisme, pe care le denumește „verborum vetustas prisca”.

#### Latina clasică
Expansiunea teritorială a Romei antice a asigurat limbii latine o difuzare din ce în ce mai largă, începând din secolul al III-lea î.Hr. Latina s-a răspândit în cea mai mare parte a Europei Occidentale, a Africii de Nord, a Asiei Mici și a regiunilor dunărene. Sub Imperiu, latina este limbă a justiției, a administrației și a armatei romane și a numeroaselor colonii romane, împreună cu greaca și alte graiuri locale.

#### Latina târzie
După Căderea Imperiului Roman de Apus în secolul al V-lea, invadatorii germanici au adoptat, în mod progresiv, modul de gândire roman și limba latină pentru „a-și înscăuna” legitimitatea. Doar Anglia romană va fi lent germanizată de invadatorii anglo-saxoni care și-au păstrat limba germanică, aceasta răspândindu-se progresiv în detrimentul celei celtice vorbită de brito-romani care va reuși să se mențină până în zilele noastre. De-a lungul Evului Mediu Timpuriu, deși nu era o limbă vernaculară, latina a rămas limba actelor oficiale, a diplomației, a liturghiei și a literaturii savante (teologie, filosofie, științe).
În restul Evului Mediu, limbile locale s-au afirmat pe plan literar și intern și, în timp ce a dat naștere multor limbi vernaculare derivate (limbile romanice), iar limbile neromanice (la fel ca engleză sau germana) au împrumutat vocabular de la latină, latina a rămas influentă la nivel diplomatic, juridic, științific și filosofic.

### Evul Mediu
Nu există un consens unanim care să delimiteze exact perioada în care latina medievală s-a diferențiat de latina vulgară, dar, în general, se consideră ca fiind latină medievală limba latină scrisă începând de pe la 500 d.Hr. (mulți oameni de știință consideră că începutul acestei limbi ar fi cu o sută de ani mai devreme) și până în pragul Umanismului (jumătatea secolului al XIV-lea), cuprinzând, prin urmare, latina lui Dante, în De Vulgari Eloquentia și De Monarquia, dar excluzând-o pe cea folosită de Petrarca și de Coluccio Salutati.
Prin anul 800 apoi în secolul al XI-lea latina s-a reformat, după modelul latinei clasice, pentru evitarea unei derive spre limbi proprii fiecărei țări unde era folosită.
În întregul Ev Mediu latina era limba liturgică a Bisericii Romano-Catolice. Aproape toate bibliile utilizate în această perioadă în Occident sunt scrise în latină, după modelul Vulgatei a Sfântului Ieronim, ca și alte cărți liturgice.
Traducerea Bibliei în limbile specifice diferitelor popoare era declarată prohibită începând de la sfârșitul secolului al XII-lea prin scrisorile emise de papa Inocențiu al III-lea, apoi de mai multe concilii la începutul secolului al XIII-lea.
Historia scholastica scrisă de Pierre le Mangeur, text de bază pentru studiul Bibliei, începând din 1170, este scrisă în latină.
Literații se exprimau tot în latină. Limba universităților este latina, încă de la crearea lor pe la sfârșitul secolului al XII-lea. Intelectualii Evului Mediu își scriu tratatele în latină.
Enciclopedia (pentru a folosi un termen contemporan) scrisă de Vincent de Beauvais, Speculum maius, este scrisă în latină. Totuși, începând de la Conciliul de la Tours (813), în teritoriile corespunzătoare Franței și Germaniei actuale, omiliile / predicile nu mai erau rostite în latină, ci în „lingua romanica rustica” (galo-romană), sau în „lingua tudesca” (germanică).

### Latina umanistă
În Renaștere, funcția științifică și filosofică a limbii latine a început să decadă, ca și funcția sa diplomatică (Ordonnance de Villers-Cotterêts, 1539). Acest lucru nu-l va împiedica pe Erasmus să publice o cantitate de texte în latina redevenită clasică și foarte bogată; tot așa, René Descartes (1596 – 1650) a scris cu plăcere în latină mai ales când era grăbit (chiar dacă și-a publicat Discours de la méthode mai întâi în franceză din motive personale; lucrările din epoca sa sunt deseori tipărite în latină pentru a fi difuzate în toată Europa). În partea germanică a Europei (unde dreptul roman a rămas în vigoare până la sfârșitul Imperiului), latina a rămas mai mult timp limba unor publicații importante sau științifice, în timp ce în partea franceză, s-au făcut enorme eforturi (mai ales cu Ludovic al XIV-lea) pentru a o înlocui printr-o franceză cizelată și remaniată. Latina a rămas totuși limbă liturgică și oficială a catolicismului (texte doctrinare sau disciplinare, drept etc.).

## Latina de azi

### Latina în muzică
Originea notelor muzicale în spațiul european, se află într-un cântec religios – Imnul Sfântului Ioan Botezătorul – din perioada Evului Mediu. În secolul al XI-lea, călugărul florentin Guido d'Arezzo a avut ideea de se folosi de silabele inițiale ale versurilor acestui cântec latin, versuri aparținând lui Paulus Diaconus, pentru a denumi notele muzicale (UT, RE, MI, FA, SOL, LA, SI):
UT queant laxis
REsonare fibris
MIra gestorum
FAmuli tuorum
SOLve polluti
LAbii reatum
Sancte Ioannes
în traducere: „Pentru ca slujitorii tăi să poată cânta cu voci libere minunatele tale fapte, șterge păcatul, o, Sfinte Ioane, de pe buzele lor nedemne”.

### Limba latină și terminologia juridică
Limba latina este în continuare folosită în aproape toate sistemele de justiție din întreaga lume. Întregul sistem de justiție se bazează pe un lucru important: claritatea deciziei pentru toți cei interesați. Se considera faptul ca latina poate fi înțeleasă atât de specialiști, cât și de popor. Având in vedere ca această limbă a fost modelată după dorința vulgului și regulile de comunicare au fost adoptate și unanim acceptate, latina este folosită si astăzi pentru a uni barierele de interpretare ale unor principii internațional valabile.

### Limba latină și terminologia medicală
Toate ramurile medicinei se bazează în terminologia lor în limba latină și, prin aceasta, în greaca veche. Anatomia folosește pentru definirea parților corpului uman o terminologie predominant latină, chiar dacă pentru anumite organe se folosesc termeni grecești latinizați. Denumirile bolilor în schimb sunt derivate din limba greacă. Terminologia științifică medicală în educația sa este întotdeauna sincronizată cu dezvoltarea medicamentului în sine. Fenomenele noi, numele bolilor, substanțele medicamentoase necesită denumiri noi - termeni care s-au format pe baza vocabularului latino-grec de-a lungul secolelor.
Datorită limbii latine, terminologia medicală a devenit internațională, ceea ce facilitează foarte mult comunicarea între medicii din întreaga lume.

### Traduceri în limba latină
Destul de des sunt traduse în limba latină lucrări de valoare ale literaturii contemporane:
- Nikolaus Groß a tradus și tipărit lucrarea lui Patrick Süskind Parfumul la editura „Fundatio Melissa“ din Bruxelles în 2004.
- Aceeași editură a scos și o lucrare Mynchusanus ce conține celebrele povestiri ale baronului de Münchhausen.
- În 2003 a apărut prima parte a romanului Harry-Potter al scriitoarei Joanne K. Rowling în latină cu titlul Harrius Potter et Philosophi Lapis.

Pe lângă acestea există numeroase texte clasice traduse în latină:
- Karl May, Winnetou III.
- Antoine de Saint-Exupéry, Micul Prinț (Regulus).
- Seria desenelor animate Asterix și Obelix tradusă de Graf von Rothenburg (Rubricastellanus).
- cotidianul austriac Kurier scoate din 1994, în fiecare miercuri o pagină în limba latină cu știri curioase din toată lumea (Nuntii Latini) .
- Eposul național finlandez Kalevala a fost tradus la cererea guvernului finlandez în limba latină în 1986.

### Latina în biserica romano-catolică
Limba latina ecleziastică (uneori denumită latina Bisericii) este forma limbii latine utilizate în documentele Bisericii Romano-Catolice și în liturghia sa.

### Latina în știință

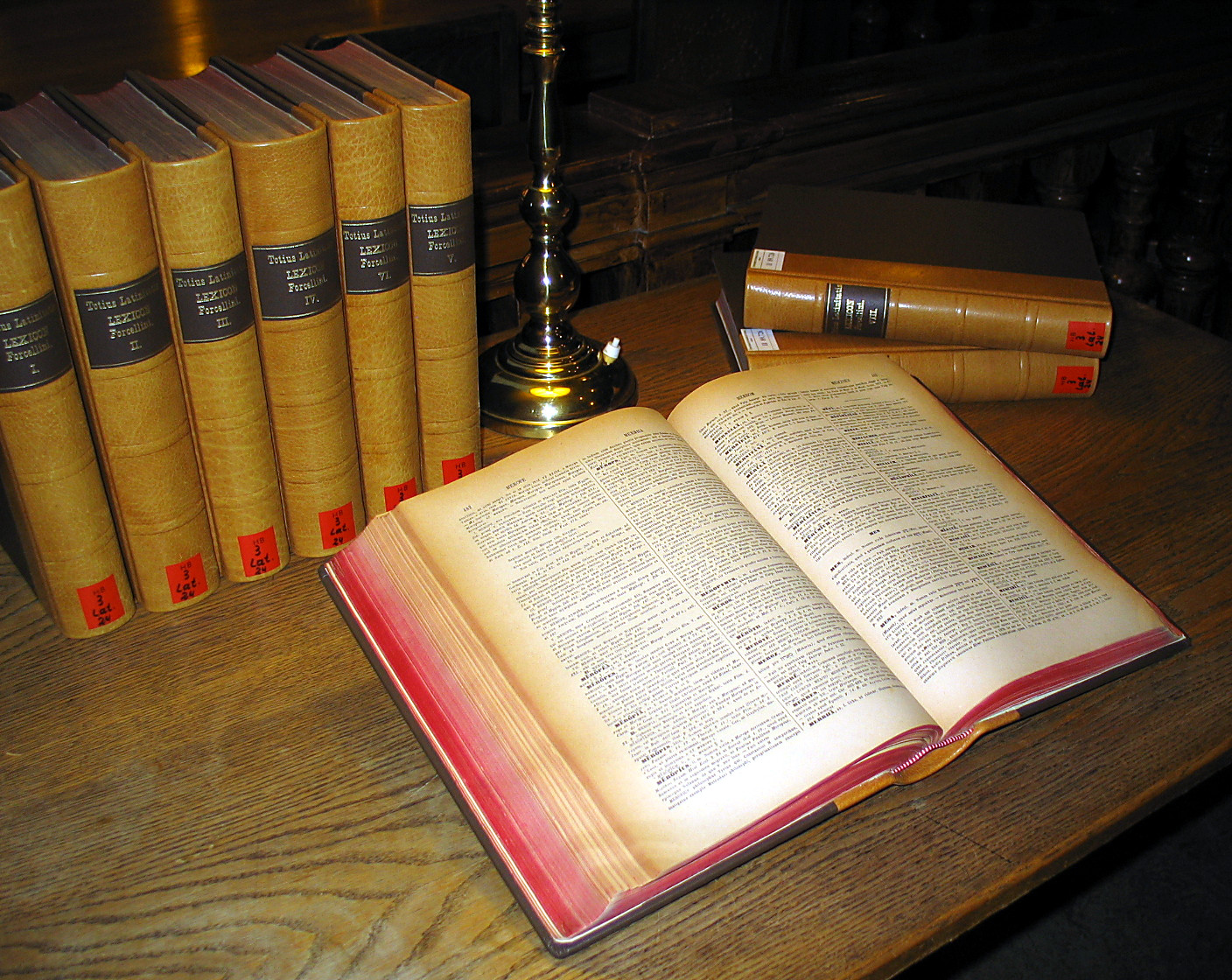
Egidio Forcellini: Totius Latinitatis Lexicon, 1858–87.(Dicționar de latină medievală)

În biologie numele științifice ale speciilor sunt date în latină sau greacă.  
În Meteorologie denumirile norilor au o clasificare în limba latină. Și în farmacie vocabularul latin este un bun comun. Medicii și farmaciștii prescurtează rețetele în termeni latini, iar pe fiecare pachet de medicamente există în afara numelui internațional al medicamentului și denumirea lui latină, la fel cum pe fiecare medicament naturist pe lângă denumirea uzuală apare și termenul latin comun. În astronomie s-a decis la nivel internațional conform reglementărilor omologate de Uniunea Astronomică Internațională ca cele 88 de constelații și stelele care le formează să aibă oficial nume latine.

## Scrierea în limba latină
Romanii sunt creatorii alfabetului latin, derivat din alfabetul etrusc și cel grec. În epoca clasică, alfabetul latin avea următoarele caractere:
| A | B | C | D | E | F | G | H | I | L | M | N | O | P | Q(V) | R | S | T | V | X |
| a | b | c | d | e | f | g | h | i | l | m | n | o | p | q(u) | r | s | t | u | x |

Literele k, y și z sunt rare : k nu exista în alfabetul latin, fiind folosit un c în fața lui a, o și în fața consoanelor ; y și z au fost adăugate pentru transcrierea cuvintelor grecești începând din epoca clasică.
Quintilian se plângea că această îmbogățire a alfabetului permite transcrierea mai bună a cuvintelor grecești decât a celor latine. 

## Sistem gramatical
Latina are un sistem gramatical flexibil extins, care operează în general prin adăugarea unor terminații la un radical fix. Schimbarea terminației substantivelor și adjectivelor este numită „declinare”, iar cea a verbelor, „conjugare”. Există cinci declinări ale substantivelor și patru conjugări ale verbelor. Cele șase cazuri ale substantivului sunt nominativ (folosit pentru subiecte), genitiv (arată posesia), dativ (complemente indirecte), acuzativ (complemente directe), ablativ (folosit cu câteva prepoziții) și vocativ (folosit pentru adresare). În plus, pentru unele substantive există cazul locativ folosit pentru a arăta un loc (înlocuit de obicei cu ablativul), dar acest împrumut de la indoeuropeni este de găsit doar pentru câteva nume de lacuri, orașe, localități și câteva alte lucruri.